# Сахаджа-йога
Сахаджа-йога — духовное, этическое учение, направленное на улучшение нравственных качеств через пробуждение Кундалини и последующей работой с энергетическими центрами и каналами. Процесс пробуждения кундалини в сахаджа-йоге называется самореализацией. Самореализация проявляется достижением состояния безмысленного осознания (ментальной тишины, нирвичара-самадхи). Практикующие сахаджа-йогу чувствуют прохладу на ладонях и макушке головы во время медитации. Среди других проявлений отмечается расширение зрачков и состояние глубокой релаксации.
Движение основано в 1970 году Нирмалой Шриваставой (1923—2011), более известной как Шри Матаджи Нирмала Деви («Шри» является обращением к уважаемой личности, «Матаджи» — матушка, «Нирмала Деви» — полная форма имени Нирмала). На сегодняшний день сахаджа-йога распространена более чем в ста странах мира. Международная организация сахаджа-йоги называется Vishva Nirmala Dharma или Sahaja Yoga International. В лекциях Нирмалы Шриваставы отмечалось, что в сахаджа-йоге нет членства как такового, а организация служит для юридического оформления деятельности и не имеет постоянного списка членов.

## Общие сведения
Слово сахаджа (санскр. sahája, IAST: Devanāgarī सहज) состоит из двух частей: саха́ означает «с» и джа «рожденный». Слово йога (санскр. yóga, IAST: Devanāgarī योग) означает «союз». В сахаджа-йоге это союз с «всепроникающей энергией божественной любви», которая ассоциируется с понятием Рух в Коране, прохладным ветерком Святого Духа Пятидесятницы в Библии и всепроникающей энергией — парамчайтаньей — в индийских писаниях. Сахаджа-йога фактически понимается как квинтэссенция всех духовных идей и религий посредством осязаемого опыта, а не на умственном уровне.
Первые упоминания термина относятся к XV веку, к известному индийскому поэту-мистику Кабиру.

## Основатель сахаджа-йоги

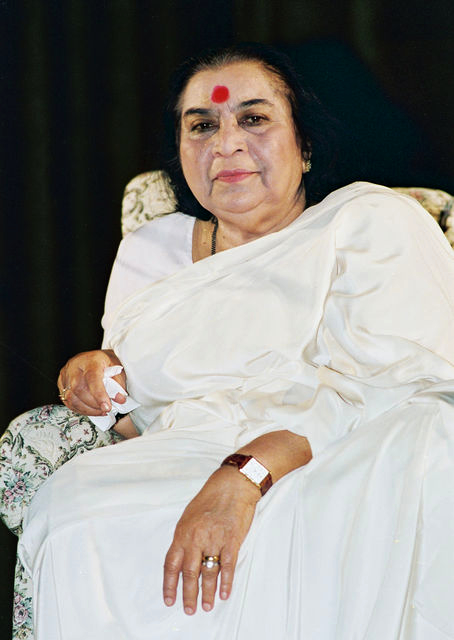
Нирмала Шривастава

Нирмала Шривастава родилась 21 марта 1923 года в христианской семье в Чиндваре, Индия. Отец — Прасад Салве, мать — Корнелия Салве. В детстве Нирмала жила в ашраме Махатмы Ганди. Семья Салве участвовала в движении за освобождение Индии . В 1947 году Нирмала Салве вышла замуж за Чандрика Прасада Шривастава. Сэр Ч. П. Шривастава в начале карьеры был государственным служащим и с 1974 по 1989 гг. занимал пост генерального секретаря Международной морской организации. У них две дочери: Кальпана Шривастава и Садхана Варма.
Нирмала Шривастава до начала 1970-х годов занималась воспитанием дочерей и принимала участие в работе различных женских общественных благотворительных организаций. Она наблюдала большое количество лжегуру в Индии и на Западе и их разрушительное влияние на людей. Г-жа Шривастава посетила семинар Ошо в мае 1970 года в Нарголе. Всё это привело к поиску собственного метода духовного развития, который был бы доступен всем искателям истины. Результатом стало «открытие» в 1970 году метода сахаджа-йоги.. Последующая работа Нирмалы Шриваставы по распространению сахаджа-йоги во многих странах мира (многочисленные публичные программы, лекции на конференциях и интервью) была высоко оценена многими известными деятелями науки, культуры и религии, такими как Клас Нобель , Д. Ю. Патил, аятолла Мехди Рохани и другие. В 2004 году официальный международный сайт сахаджа-йоги сообщил, что Нирмала Шривастава завершила свою работу, дальнейшим распространением сахаджа-йоги занимаются её последователи, и каждый может присоединиться к этому движению. Нирмала Шривастава скончалась 23 февраля 2011 года в Генуе, Италия.

## Основные положения

Тонкая система человека. 1. Муладхара чакра. 1а. Муладхар. 2. Свадиштана чакра. 3. Наби чакра. 3а. Войд. 4. Анахата чакра. 5. Вишудхи чакра. 6. Агия чакра. 7. Сахасрара чакра.
A. Кундалини. B. Левый канал (Ида нади). C. Центральный канал (Сушумна нади). D. Правый канал (Пингала нади). E. Дух. F. Эго. G. Суперэго.

В сахаджа-йоге утверждается, что каждый человек имеет внутри себя тонкую систему, состоящую из энергетических центров, доступных для ощущения после достижения самореализации. Эти ощущения дают возможность объективной оценки физиологического и психологического состояния, а также позволяют улучшить их. Процессы в тонком теле отражаются в центральной нервной системе посредством вибраций — прохладного или теплого потока на руках, над теменем и вокруг тела. Тёплые или горячие вибрации свидетельствуют о наличии проблем, которые необходимо решать.
Тонкая система состоит из трех каналов (санскр. nādi, IAST: Devanāgarī नाडि), семи основных энергетических центров (чакр), кундалини и некоторых других элементов. Определения этих понятий в Сахаджа-йоге не полностью соответствуют аналогичным определениям в других традициях йоги.

### Каналы
В тонком теле человека имеются три канала, которые для простоты часто называются левым, правым и центральным. Им ставятся в соответствие левая и правая симпатические и парасимпатическая нервные системы (различие левой и правой симпатических систем введено в сахаджа-йоге). Активность левого канала формирует суперэго представляя эмоции и желания. Он несёт память о прошлом, таким образом помогая действиям. Правый канал соответствует физической активности и интеллекту, способности действовать, реализовывать желания. Он формирует эго. Центральный канал служит проводником для жизненной энергии, известной как кундалини (у нереализованного человека пребывающей в «дремлющем» состоянии). Левый и правый каналы пересекаются на уровне лба, после чего формируют эго с левой стороны и суперэго с правой.
Левый энергетический канал (так же называемый лунный, женский) — Ида нади (санск.) связан с правой и задней сторонами головного мозга на физическом уровне и с подсознанием на психическом. Он представляет качества Инь — мягкость, сострадание и т. д., выражаемые в радости и заботе о других, желании познать истину. При наличии проблем в нём наблюдаются такие крайности как чрезмерная эмоциональность (возбуждение или депрессия), устойчивые дурные привычки.
Правый энергетический канал (так же называемый солнечный, мужской) — Пингала-нади (санскр.) на физическом уровне связан с левой и передней сторонами головного мозга и с надсознательным человека на психическом. Он представляет качества ян — логическое мышление, анализ, активные действия и т. п., реализующий желания, рождающиеся в левом канале. Пингала-нади отвечает за правильные взаимоотношения и обязанности. Если в нём наблюдаются проблемы (например, вследствие чрезмерной работы), то могут проявляться такие негативные качества как деспотизм, эгоизм, жестокость и злоба.
Центральный энергетический канал — Сушумна-нади (санскр.) координирует деятельность безусловных рефлексов, являясь проводником парасимпатической системы. В учении Нирмалы Шриваставы акцентируется, что все духовные действия являются спонтанными и термин «сахаджа» был выбран, чтобы отметить этот факт (в переводе с санскрита целиком он так же означает «спонтанность»).

### Чакры
В сахаджа-йоге считается, что энергетические центры или чакры на физическом уровне проявляются как нервные сплетения, ответственные за различные органы тела. Каждая чакра соответствует различным качествам физического, ментального, эмоционального и духовного состояния. Различают семь основных чакр и выделяют некоторые дополнительные центры. Ниже представлено их перечисление с кратким описанием, принятым в сахаджа-йоге. Создание чакр происходило в процессе эволюции человечества, открывая новые её этапы. Каждой чакре соответствует отражение определённого божества, понимаемого как воплощение тех или иных аспектов Бога Всемогущего. Большинство центров имеют левую и правую компоненты.
Первым центром, расположенным чуть ниже крестца является муладхара-чакра. Она соответствует качествам невинности, мудрости, интуиции, памяти и способности к учёбе, проявляясь на физическом уровне как тазовое нервное сплетение. Божеством центра является Шри Ганеша. С муладхарой ассоциируются элемент Земля и крутящаяся по часовой стрелке свастика. Центр ослабляют нечистота в мыслях, разврат, тантризм и магические практики.
Над Муладхарой в крестце находится Муладхар — местонахождение кундалини.
Вторым центром является свадистана-чакра. В её функции входит наблюдение за состоянием почек, поджелудочной железы, селезенки и матки. Качествами Свадистана являются творчество, чистое знание, вдохновение. Чакра служит началом правого канала. Божествами являются Шри Сарасвати Брахмадева, символом — звезда Давида, а элементом — огонь. Свадистан ослабляют алкоголь, наркотики, гнев, чрезмерное планирование, практика магии, доминирование над другими.
Третьим центром является наби-чакра, находящаяся в позвоночнике немного выше пупка. Физическое проявление Наби — солнечное сплетение. Чакра соответствует щедрости, удовлетворенности, благополучию в семье, материальному достатку, морали и духовному восхождению. Божествами чакры являются Шри Лакшми и Вишну, символом — Инь-Ян, элементом — вода. Наби ослабляют аскетизм, алкоголь, наркотики, плохое питание, проблемы в семье, чрезмерная забота о деньгах и пренебрежение духовностью.
Наби и свадистан-чакры вмещает войд (не является чакрой) — океан иллюзий, который необходимо преодолеть для духовного роста. Он отделяет уровень осознания от истины до получения самореализации. Качества войда: принцип Гуру (быть учителем самому себе), дхарма, праведность и убежденная (не слепая) вера в Бога. Божество — Шри Ади Гуру Даттатрея и его десять инкарнаций (Раджа Джанака, Авраам, Моисей, Заратустра, Лао-Цзы, Конфуций, Сократ, Мухаммед, Гуру Нанак и Саи Баба из Ширди).
Четвёртым центром является анахата-чакра, находящаяся в позвоночнике за грудиной. Она является вместилищем Духа, Атмана человека и на физическом уровне соответствует сердцу и легким. Качествами анахаты являются чистая непривязанная любовь, радость, правила достойного поведения (мариады), защищенность. Божествами чакры являются Шри Шива и Парвати, Шри Сита и Рама, Шри Джагадамба, элементом — воздух, а символом — пламя. Центр ослабляют чувство незащищенности, неуверенность в себе, привязанности, атеизм, проблемы в отношениях с родителями, чрезмерная физическая и умственная деятельность.

Пятым центром является вишуддхи чакра, которой соответствуют уровень седьмого шейного позвонка в позвоночнике и передняя часть горла в яремной выемке. Качествами центра являются коллективность, чистые взаимоотношения и дипломатичность. Божествами вишуддхи-чакры являются Шри Радха и Кришна, символом — колесо времени, элементом — эфир. Центр ослабляют чувство вины, аморальность, саркастичность, хитрость, агрессивность и высокомерие.
Шестым центром является агия-чакра. Она находится на пересечении зрительных нервов в головном мозгу. Качествами центра являются прощение, сострадание, логика, память и образное мышление. Божествами центра являются Шри Дева Мария и Иисус, символом — крест, а элементом — свет. Ослабляют центр непрощение, тщеславие, бегающие глаза, фанатизм, сомнения, жестокость.
Седьмым центром является сахасрара-чакра, находящаяся в лимбической области головного мозга. Качествами центра являются интеграция всех чакр, безмыслие, тишина, радость, ощущение единства и целостности. В сахасраре объединены все божества в материнском и отцовском аспектах Бога. Ей соответствуют все элементы, а символом является бандхан. Ослабляют центр сомнения в Боге, атеизм и догматизм.

### Кундалини и самореализация
Согласно сахаджа-йоге чакры и каналы могут быть сбалансированы путём подъёма кундалини (санскр. kuṇḍalinī, IAST: Devanāgarī कुण्डलिनी в м. р. kundala, виток) — энергии чистого желания духовного совершенствования и осознания своей сути. Кундалини ассоциируется с материнской энергией, в дремлющем состоянии находящейся свернутой в три с половиной витка в крестцовой кости. Нирмала Шривастава учит, что Кундалини является отражением Святого Духа или Ади (Изначальная) Шакти и йога как союз с божественным невозможна без её подъёма.
Кундалини проходит через шесть чакр в спинном и головном мозгу в процессе своего подъёма. Под самореализацией понимается прохождение Кундалини седьмой чакры — Сахасрары. При этом достигается состояние безмысленного осознания, что дает йогу и является целью пробуждения Кундалини. Самореализацию можно почувствовать как прохладный ветерок на кончиках пальцев, ладонях и над теменем (область родничковой кости). Нирмала Шривастава сравнивает пробуждение Кундалини и самореализацию с прорастанием семени, посаженного в Мать Землю. Достижение состояния самореализации не требует материальных затрат и доступно в региональных центрах сахаджа-йоги по всему миру, а также самостоятельно онлайн.

## Практика
Практика сахаджа-йоги позволяет укрепить и углубить состояние, достигнутое при достижении самореализации. Она включает в себя сахадж-медитацию и простые методы очистки тонкого тела, предложенные Нирмалой Шривастава.

### Сахадж-медитация
Нирмала Шривастава характеризует сахадж-медитацию как открытый взгляд на себя, достижение равновесия, исправление самого себя с полным пониманием происходящего процесса. Когда мысли постоянно перескакивают с одного предмета на другой, человек пребывает в прошлом или будущем. Внутренняя тишина позволяет находиться в настоящем. Таким образом, под медитацией подразумевается достижение безмысленного осознания, когда внимание находится на Сахасраре чакре, на темени. Это не приводит к трансу или подобным ему явлениям, медитирующий остается в сознании, все время наблюдая за вибрациями. Изменение тепловых ощущений на ладонях и кончиках пальцев позволяет определить состояние тонкого тела и при необходимости применить один из методов очистки.

### Образ жизни
Основа образа жизни сахаджа-йога — непрестанная практика духовного восхождения. Она достигается путём регулярных медитаций. Как правило, достаточно 10 — 15 минут утром и вечером. При этом сахаджа-йог является активным членом общества, который в любой ситуации остается спокойным, уравновешенным и с любовью относится к людям и миру.
Шри Матаджи Нирмала Деви:

Ничто не нужно менять снаружи. Но вы сами проникнетесь разумными вещами, мудрыми вещами, которые хороши для вас. Вы сами прибегните к этому, Я ничего не должна говорить вам об этом.
— Публичная программа, Майами, США, 1990 год

## Сахаджа йога и медицина
В 1988 году состоялась встреча представителей Минздрава СССР с Нирмалой Шривастава, в итоге которой был подписан «Протокол Намерений по сотрудничеству в области изучения метода сахаджа-йоги в СССР».
В 1989 году Нирмалa Шривастава представляла сахаджу-йогу на Первой Всесоюзной конференции «Йога: проблемы оздоровления и самосовершенствования человека», состоявшейся в Москве.
Метод сахаджа-йоги был представлен на международных научных конференциях
- «Медицина. Самопознание. Нравственность: Восток-Запад», 1995 год, г. Санкт Петербург.[60]
- «Мораль. Здоровье. Мир. Восток-Запад», 1995, г. Санкт Петербург.[61]
- «Здоровье. Мир. Нравственность. Культура. Восток-Запад», 1998 год, г. Москва.[62]
- First International Conference «Towards Sustainable Global Health», 2007 год, Бонн.[63]
- 138th APHA Annual Meeting, доклад «Yoga as a complementary therapy for clinical depression», 2010 год, Денвер[64].

Каталог-справочник «Диагностические и оздоровительные технологии восстановительной медицины» Министерства Здравоохранения Российской Федерации и Российского Научного Центра Восстановительной Медицины и Курортологии за 2004 год указал в разделе «Оздоровительные программы» под названием «Методика комплексного восстановления здоровья человека» метод Сахаджа-йоги. Автономная некоммерческая организация «Сахаджа Йога» получила диплом Министерства Здравоохранения РФ «за разработку и внедрение методики комплексного восстановления здоровья человека».
В 2009 году д-р Сандип Рай, директор международного исследовательского и лечебного центра сахаджа-йоги (Ваши, Индия), опубликовал статью «Сознание и нейробиология — развитие защиты мозга от физического и психологического стресса».
В мире работают медицинские учреждения, в своей деятельности использующие методы медитации по системе сахаджа-йоги. Самый известный из них — госпиталь в пригороде Бомбея Беллапуре.

### Научные исследования
Терапевтическое влияние сахадж-медитации на психофизиологическое состояние человека исследовалось в Институте физиологии СО РАМН, университетах США, Австралии и др.
В различных медицинских научных журналах были опубликованы следующие результаты исследований:
- благотворное влияние Сахадж медитации на людей, подверженных стрессу, депрессиям и переживаниям[68][69][70].
- практика Сахаджа йоги оказывает положительное влияние при повышенном кровяном давлении[71], при заболеваниях астмой[72], эпилепсией[73], при симптомах климактерического периода[74] и синдроме дефицита внимания и гиперактивности[75].
- положительный эффект был получен при работе с людьми, употребляющими наркотики[76].
- исследования в изменении температуры кожи показали снижение температуры на ладонях у практикующих Сахаджа йогу, в то время как у людей из контрольной группы (просто отдыхающих) температура повышалась. При этом степень понижения температуры у медитирующих коррелировала с их субъективными ощущениями[77].
- проводились измерения реакций на стресс у медитирующих и контрольной группы. Оценивались как субъективные психологические оценки испытуемых, так и физиологические реакции — электрическая активность кожи и ритмы головного мозга. Было показано, что практика Сахаджа йоги повышает эмоциональную устойчивость и помогает лучше справляться со стрессовыми ситуациями[78].
- были проведены исследования головного мозга практикующих Сахаджа йогу при помощи ЭЭГ и МРТ. Были обнаружены специфические паттерны, которые коррелировали с ощущениями ментальной тишины, устойчивого внимания и ощущения радости практикующими. Так, были показаны усиления тета и альфа ритмов мозга, а также активизации его определённых участков[79][80]. Также были проведены исследования тех, кто долго практикует Сахаджа йогу. Результаты показали повсеместное увеличение серого вещества головного мозга, а также некоторых его отдельных областей, которые связаны с вниманием, самоконтролем и состраданием[81].

Большинство публикаций отмечали необходимость дальнейших исследований. Также следует учитывать опасность применения любых медитативных методик как основного средства лечения серьёзных заболеваний

## Творчество в сахаджа-йоге
На определённой стадии занятий сахаджа-йогой происходит всплеск творческой активности, люди начинают думать, что они осваивают искусства или возвращаются к забытым увлечениям. Это имеет обратное действие, гармонизируя повседневную жизнь. Музыка, например, используется не только как фон для медитации, но и для восстановления равновесия симпатической нервной системы и даже как лечебное средство. В основном это касается индийской классической музыки, для её изучения Нирмала Шривастава организовала в 2003-м году Академию индийской классической музыки в городе Вайтарна в Индии.

## Критика и ответы на неё
Были прецеденты характеристики сахаджа-йоги как секты со стороны отдельных сектоведов и организаций, в том числе Дворкина А. Л. ООН и ОБСЕ подвергли критике Бельгию и Францию в связи с религиозной нетерпимостью под видом борьбы с сектами. В Бельгии в судебном порядке было установлено, что обвинения в адрес сахаджа-йоги со стороны Информационно-консультативного центра по опасным сектантским организациям (CIAOSN) не обоснованы. Соответствующие постановления были опубликованы в двух крупных бельгийских газетах De Morgen и De Standaard. В частности международная организация «Human Rights Without Frontiers» отметила, что

До сих пор негативный образ сахаджа-йоги, в основном, создается организациями антисектантской направленности и в государственных отчётах по сектам без какого-либо серьёзного контроля слухов об этом движении, как это ясно показало решение Бельгийского суда.
Оригинальный текст (англ.)Up to now, the negative image of Sahaja Yoga has been mainly conveyed by “antisect” organizations and “state sect observatories” without any serious control of the rumors concerning this movement as the Belgian court decisions clearly show.
— HRWF: Case of Sahaja Yoga v. the Belgian State 
Также со стороны независимых социологов и журналистов сахаджа-йога получила характеристику открытого движения.
В разделе «Деньги» газеты «Коммерсантъ» в 2010 году была опубликована критическая заметка о методах Сахаджа-йоги при лечении рака крови и других заболеваний, в которой часть информация искажена, а цитаты вырваны из контекста. При этом главный упрёк авторов заключается в том, что Шри Матаджи распространяет своё учение бесплатно и подрывает йога-бизнес.
Существуют мнения, что сахаджа-йоги должны делать пожертвования основательнице на оплату поездок и дорогих приобретений. В официальном ответе компания Sahaja Yoga International подчёркивает, что все полученные средства расходуются на благотворительность.